# Lorenzo Sonego
Lorenzo Sonego (ur. 11 maja 1995 w Turynie) – włoski tenisista.

## Kariera tenisowa
W zawodach Wielkiego Szlema zadebiutował podczas Australian Open 2018, przechodząc najpierw przez eliminacje. Z turnieju głównego odpadł w drugiej rundzie, po porażce z Richardem Gasquetem.
W cyklu ATP Tour w grze pojedynczej zwyciężył w trzech turniejach z pięciu rozegranych finałów.
W grze podwójnej zwycięzca dwóch turniejów o randze ATP Tour.
W rankingu gry pojedynczej najwyżej był na 21. miejscu (4 października 2021), a w klasyfikacji gry podwójnej na 60. pozycji (12 września 2022).

### Finały w turniejach ATP Tour
| Legenda                                      |
| -------------------------------------------- |
| Wielki Szlem                                 |
| Igrzyska olimpijskie                         |
| Tennis Masters Cup / ATP Finals              |
| ATP Masters Series / ATP Tour Masters 1000   |
| ATP International Series Gold / ATP Tour 500 |
| ATP International Series / ATP Tour 250      |

#### Gra pojedyncza (3–2)
| Końcowy wynik | Nr | Data             | Turniej    | Nawierzchnia  | Przeciwnik        | Wynik finału        |
| ------------- | -- | ---------------- | ---------- | ------------- | ----------------- | ------------------- |
| Zwycięzca     | 1. | 16 czerwca 2019  | Antalya    | Trawiasta     | Miomir Kecmanović | 6:7(5), 7:6(5), 6:1 |
| Finalista     | 1. | 1 listopada 2020 | Wiedeń     | Twarda (hala) | Andriej Rublow    | 4:6, 4:6            |
| Zwycięzca     | 2. | 11 kwietnia 2021 | Cagliari   | Ceglana       | Laslo Đere        | 2:6, 7:6(5), 6:4    |
| Finalista     | 2. | 26 czerwca 2021  | Eastbourne | Trawiasta     | Alex de Minaur    | 6:4, 4:6, 6:7(5)    |
| Zwycięzca     | 3. | 25 września 2022 | Metz       | Twarda (hala) | Aleksandr Bublik  | 7:6(3), 6:2         |

#### Gra podwójna (2–0)
| Końcowy wynik | Nr | Data             | Turniej   | Nawierzchnia | Partner          | Przeciwnicy                   | Wynik finału   |
| ------------- | -- | ---------------- | --------- | ------------ | ---------------- | ----------------------------- | -------------- |
| Zwycięzca     | 1. | 10 kwietnia 2021 | Cagliari  | Ceglana      | Andrea Vavassori | Simone Bolelli Andrés Molteni | 6:3, 6:4       |
| Zwycięzca     | 2. | 30 lipca 2022    | Kitzbühel | Ceglana      | Pedro Martínez   | Tim Pütz Michael Venus        | 5:7, 6:4, 10–8 |